# Дополненная виртуальность
Допо́лненная виртуа́льность (англ. augmented virtuality, AV) — это виртуальная реальность, в которой присутствуют объекты из реального мира.
Относится к смешанной реальности.
Дополненная виртуальность является частью континуума реальность-виртуальность, который охватывает все варианты и композиции реальных и виртуальных объектов. К понятию AV относится виртуальное пространство, в которое интегрированы физические элементы, объекты или люди, с возможностью взаимодействия с виртуальным миром в режиме реального времени.
Подобное вовлечение возможно с помощью различных технологий. Используются видеокамеры, камеры с сенсором движения, авторские программы на основе компьютерного зрения.

## История
Впервые понятие дополненная виртуальность встречается в работе П. Милгрэма и Ф. Кисино «Классификация визуальных дисплеев смешанной реальности». Авторы включают дополненную реальность в Континуум реальности-виртуальности, который представляет собой совокупность различных видов реальности от частной до её полной противоположности – виртуальности.

Континуум виртуальности-реальности

Впервые теория дополненной виртуальности была воплощена в проекте Окна на мир (Windows on the World, 1997), основанная на виртуальной многопользовательской Интернет-системе DIVE Архивная копия от 4 марта 2016 на Wayback Machine. Программа могла посредством перемещений робота вокруг реального пространства отправлять обновления заданных предметов в виртуальную модель местности. Использование виртуальной модели позволяло выполнять тур по отдаленному пространству. С помощью этого приложения пользователь учитывал информацию добытую роботом, при этом самостоятельно анализировал её и принимал решения. Создатели приложения предполагали, что программа будет наиболее полезна охранным организациям.
Дальнейшее исследование возможностей дополненной виртуальности показали, что она наиболее широко может быть применена в сфере строительства и межличностной коммуникации. Такие проекты как «Дополненная виртуальная студия для архитектурного исследования» (Augmented Virtual Studio for Architectural Exploration Факультет компьютерных наук, Университет Мюнстера, 2009 год.) или «3D виртуальная среда для архитектурной коллаборации» (A Layer-based 3D Virtual Environment for Architectural Collaboration, Susanne Schmidt, Gerd Bruder, Frank Steinicke, 2015 год.) направлены на усовершенствование проектирования зданий. Последняя программа также может применяться в целях продвижения продукции на рынок.

## Применение в архитектуре
В архитектурный процесс проектирования вовлечены различные пользователи и специалисты с разными уровнями знаний. В создании и воплощении проекта участвуют архитекторы, инженеры, инвесторы, конечные потребители и другие. Эффективное архитектурное проектирование возможно лишь когда все вовлеченные стороны имеют общее понимание архитектурных моделей и их конкретных проблем. Понимание двумерных чертежей под силу профессионалам, в то время как остальные люди с трудом могут интерпретировать схемы. На этом этапе на помощь могут прийти программы, основанные на системе виртуальной реальности.
Иммерсивная виртуальная окружающая среда обеспечивает универсальную платформу для коммуникации и обмена предложениями по архитектурному дизайну, и имеет большой потенциал, чтобы улучшить исследование и дизайн архитектурных моделей по традиционным и аналоговым медиа. Иммерсивное исследование трехмерных архитектурных сцен предоставляет возможность всем пользователям, независимо от из знаний в сфере, иметь полное представление о проекте. Авторы проекта «Augmented Virtual Studio for Architectural Exploration» предложили исследовать виртуальное пространство с помощью шлема виртуальной реальности. Благодаря системам погружения в виртуальную реальность (CAVE) пользователи могут исследовать виртуальные сцены с реалистичной точки зрения, имея свободу передвижения.
Решение проблемы работы над архитектурным проектом показано в работе «A Layer-based 3D Virtual Environment for Architectural Collaboration», 2015 год. Создатели предлагают использование виртуальной среды, в которую могут погрузиться пользователи для совместного исследования архитектурных моделей. Благодаря методу визуализации, основанному на совмещении слоев, программа взгромождает друг на друге двухмерные чертежи этажей, создавая впечатление трехмерного плана при фактическом отсутствии применения техники 3D. В пользовательском интерфейсе программы используется два представления одного здания. Подобный интерфейс позволяет архитектору указывать на интересующие места проекта на 3D карте проекта, в то время как остальные пользователи могут изучать этот участок на двухмерном рисунке. В данной установке виртуальное здание показано на двух отдельных стенах L-образной системы проектирования.

## Применение в межличностной коммуникации
Дополненная виртуальность способна соединить отдаленных друг от друга участников общения в одном виртуальном пространстве, симулируя реальную встречу. Такое решение было предложено в статье «Использование дополненной виртуальности для отдаленного общения», 2004 год. Авторы создали программу, которая работала на системы видеоконференции cAR/PE!. В виртуальную среду были интегрированы видеопотоки трех участников, расположенные на разных краях виртуального стола. Также в виртуальном пространстве присутствовал большой экран для презентаций приложений и двухмерных объектов, помимо этого в виртуальной комнате и на столе были расположены трехмерные геометрические объекты. Программа была протестирована и подтвердила свою эффективность и удобность в коммуникации, возможность применения для коммерческих и рекламных целей.

## Другие сферы применения
Американские исследователи предложили использовать дополненную виртуальность для обучения, а также для предотвращения травм рабочих на опасных строительных объектах. Программа SAVES («SAVES: a safety training augmented virtuality environment for construction hazard recognition and severity identification», 2013 год.) являет собой информационную модель здания с фотографиями и типичными источниками энергии на площадке. В рамках виртуальной окружающей среды пользователь может взаимодействовать с ней и выполнять множество инструкций и задач по учебному плану. Сюда включено обнаружение десяти типов опасностей и/или источников энергии на трех уровнях сложности. Источники энергии, которые в SAVES представлены в 3D и 2D образах, разработаны для повышения осведомленности пользователей в опасностях конкретного объекта, а также для проведения анализа и определения их уровня серьезности.

## В популярной культуре

### Кино
Пример дополненной виртуальности можно увидеть в фильме «Дети шпионов 3: Игра окончена». Практически все действие фильма происходит в виртуальной среде компьютерной игры, в которую помещены главные герои с помощью специальных технологий.
Также хорошим примером является японский аниме-сериал "Sword Art Online", главные события которого происходят в 2022 году в дополненной (даже ближе к полной) виртуальной реальности. Пользователи проходят первую онлайн-игру с технологией полного погружения. Периодически, по ходу сериала немного объясняется концепция работы этой сложной системы. Удивительно, но события этого сериала (а точнее концепция создания игр с технологией полного погружения) вполне могут начать расцветать как раз через пару-тройку лет.

### Компьютерные игры
Несколько популярных игр вышли на основе дополненной виртуальности: Half-Life 2, Team Fortress 2, Mirror’s Edge, War Thunder, Star Conflict, Ил-2 Штурмовик «Битва за Сталинград», Euro Truck Simulator 2, Minecraft, Live For Speed и другие. Игры поддерживают очки виртуальной реальности Oculus Rift.